# Beriozovski (oblast de Kemerovo)
Pour les articles homonymes, voir Beriozovski.
Beriozovski (en russe : Березовский) est une ville minière de l'oblast de Kemerovo, en Russie. Sa population s'élevait à 47 233 habitants en 2013.

## Géographie
Beriozovski est située entre les rivières Barzas et Chourap, dans le bassin de l'Ob, à 27 km au nord de Kemerovo.

## Histoire
La cité minière de Beriozovski est fondée en 1949. En 1965, elle fusionne avec les localités voisines de Kourganovka (Кургановка) et Oktiabrski (Октя́брьский) ; la nouvelle entité reçoit le statut de ville sous le nom de Beriozovski.

## Population
Recensements (*) ou estimations de la population
| 1959* | 1970*  | 1979*  | 1989*  |
| ----- | ------ | ------ | ------ |
| 8 729 | 34 812 | 41 433 | 51 250 |

| 2002*  | 2010*  | 2012   | 2013   |
| ------ | ------ | ------ | ------ |
| 48 299 | 47 279 | 47 330 | 47 233 |

## Économie
La principale activité économique de Beriozovski est l'extraction et l'enrichissement du charbon, réalisés par trois entreprises :
- AOZT Tchernigovets (АОЗТ "Черниговец") : charbon.
- AAOT Chakhta Berezovskaïa (АООТ "Шахта 'Березовская'") : charbon et coke.
- AAOT Chakhta Pervomaпskaïa (АООТ "Шахта 'Первомайская'") : charbon et coke.

La ville compte également une usine d’éléments en béton armé et une filiale de la société de logiciels PO Kometa, de Novossibirsk.